# Chaussoy-Epagny
Chaussoy-Epagny és un municipi francès situat al departament del Somme i a la regió dels Alts de França. L'any 2007 tenia 625 habitants.

## Demografia

### Població
El 2007 la població de fet de Chaussoy-Epagny era de 625 persones. Hi havia 245 famílies de les quals 55 eren unipersonals (17 homes vivint sols i 38 dones vivint soles), 80 parelles sense fills, 93 parelles amb fills i 17 famílies monoparentals amb fills.
La població ha evolucionat segons el següent gràfic:
Habitants censats

### Habitatges
El 2007 hi havia 272 habitatges, 245 eren l'habitatge principal de la família, 18 eren segones residències i 9 estaven desocupats. 270 eren cases i 1 era un apartament. Dels 245 habitatges principals, 197 estaven ocupats pels seus propietaris, 45 estaven llogats i ocupats pels llogaters i 3 estaven cedits a títol gratuït; 1 tenia una cambra, 2 en tenien dues, 33 en tenien tres, 69 en tenien quatre i 140 en tenien cinc o més. 180 habitatges disposaven pel capbaix d'una plaça de pàrquing. A 97 habitatges hi havia un automòbil i a 135 n'hi havia dos o més.

### Piràmide de població
La piràmide de població per edats i sexe el 2009 era:
| Homes | Edats   | Dones |
| ----- | ------- | ----- |
| 0     | 95 o +  | 0     |
| 4     | 90 a 94 | 0     |
| 0     | 85 a 89 | 12    |
| 0     | 80 a 84 | 4     |
| 8     | 75 a 79 | 8     |
| 4     | 70 a 74 | 8     |
| 24    | 65 a 69 | 12    |
| 16    | 60 a 64 | 8     |
| 4     | 55 a 59 | 20    |
| 32    | 50 a 54 | 28    |
| 40    | 45 a 49 | 24    |
| 12    | 40 a 44 | 32    |
| 16    | 35 a 39 | 24    |
| 32    | 30 a 34 | 16    |
| 20    | 25 a 29 | 16    |
| 28    | 20 a 24 | 12    |
| 24    | 15 a 19 | 28    |
| 12    | 10 a 14 | 28    |
| 20    | 5 a 9   | 32    |
| 12    | 0 a 4   | 12    |

## Economia
El 2007 la població en edat de treballar era de 425 persones, 320 eren actives i 105 eren inactives. De les 320 persones actives 296 estaven ocupades (159 homes i 137 dones) i 24 estaven aturades (9 homes i 15 dones). De les 105 persones inactives 47 estaven jubilades, 37 estaven estudiant i 21 estaven classificades com a «altres inactius».

### Ingressos
El 2009 a Chaussoy-Epagny hi havia 225 unitats fiscals que integraven 578 persones, la mediana anual d'ingressos fiscals per persona era de 18.721 €.

### Activitats econòmiques
Dels 14 establiments que hi havia el 2007, 1 era d'una empresa de fabricació d'altres productes industrials, 5 d'empreses de construcció, 3 d'empreses de comerç i reparació d'automòbils, 1 d'una empresa d'hostatgeria i restauració, 2 d'empreses immobiliàries, 1 d'una empresa de serveis i 1 d'una entitat de l'administració pública.
Dels 6 establiments de servei als particulars que hi havia el 2009, 1 era un taller de reparació d'automòbils i de material agrícola, 1 paleta, 1 fusteria, 1 lampisteria, 1 electricista i 1 agència immobiliària.
L'any 2000 a Chaussoy-Epagny hi havia 12 explotacions agrícoles que ocupaven un total de 936 hectàrees.

## Equipaments sanitaris i escolars
El 2009 hi havia una escola elemental integrada dins d'un grup escolar amb les comunes properes formant una escola dispersa.

## Poblacions més properes
El següent diagrama mostra les poblacions més properes.